# Георг Фридрих Август I
Георг Фридрих Август I (англ. George Frederic Augustus I, Джордж Фредерик Огаст I, исп. Jorge Federico Augusto I, Хорхе Федерико Аугусто I; 1798—1824) — вождь (номинальный король) мискито (коренного народа, смешавшегося с чернокожими африканцами на Москитовом берегу — побережье современных Никарагуа и Гондураса) с 1801 по 1824 год. Хотя титул и должность были наследственными, «короли» не обладали реальной властью в регионе, которая на деле принадлежала британским суперинтендантам. Известен тем, что против своей воли оказался втянут в авантюру Грегора МакГрегора.

## Наследование
Георг Фридрих был совсем молод, когда был убит его отец и предшественник Георг II Фридрих (Джордж Фредерик) — по словам более позднего посетителя Джорджа Хендерсона, этот акт «весьма открыто приписывался планам его брата Стефана». Георг II был пробританским, в то время как Стефан слыл происпанским, поэтому так называемый «генерал» Робинсон — вождь и влиятельная персона в местной иерархии — сумел организовать регентство на период, пока Георг Фредерик не достигнет совершеннолетия, чтобы не допустить прихода к власти Стефана. Джордж Фредерик поддерживал довольно тесные связи с британскими властями в Белизе (Британском Гондурасе), поскольку в 1802 году британские чиновники вручили «молодому королю Фредерику» и трём его вождям подарки на сумму 40 фунтов стерлингов. Где-то до 1804 года его отправили на Ямайку для получения образования. На момент посещения страны Хендерсоном в 1804 году здесь всё ещё существовало регентство, поддерживавшее баланс между Стивеном и Робинсоном. Капитан Питер Шеппард, регулярно осуществлявший торговлю между Ямайкой и Москитовым берегом в период 1814—1839 годов, свидетельствовал, что он возил некоторых вождей королевства и его подданных к молодому королю на Ямайку.

## Регентство
Стефан осуществлял попытки завязать отношения с Испанией, считавшей его легитимным правителем, и борьба между Стефаном и Робинсоном продолжалась. Стефан, со своей стороны, продолжал набеги на испанскую территорию. 14 ноября 1815 года Стефан, именуемый «Королём-регентом… Берега» и «главнейших жителей, командующих различными поселениями юго-восточного Москитового берега…», дал своё «согласие, одобрение и декларацию» Георгу Фридриху как «Суверенному королю». Тот был коронован в Белизе 18 января 1816 года. По словам суперинтенданта сэра Джорджа Артура, Георг специально просил, чтобы его короновали там, «в присутствии ваших вождей», поскольку 18 января — день рождения королевы Англии. Эта коронация ознаменовала переход от коронации на Ямайке к коронации на материке (в современном Белизе).

## Правление
Джорджу Фредерику, ввиду долгого пребывания на Ямайке и отсутствия при так называемом дворе (скорее совете подчас соперничающих вождей), было непросто установить свою власть по возвращении. Двое его самых могущественных подчинённых, с самостоятельно выбранными титулами, использовали регентство для создания собственных опор власти. «Генерал» Робинсон, правивший регионом Блэк-Ривер, не подписал акт о признании Георга Фридриха королем. «Губернатор» Клементи, правивший территорией к югу от королевского двора, также во многом отказывался подчияться. Из-за предполагаемого изнасилования Джорджем Фредериком одной из жен «адмирала» Эрни, между тем и королём также возникла напряженность.
Георг Фридрих делал пожертвования различным иностранным группам; одним из самых примечательных был пожалованный им в 1820 году шотландскому авантюристу Грегору МакГрегору огромный участок территории в области под названием Пояис, охватывавший земли, когда-то подаренные королём Георгом I группе поселенцев. Затем Макгрегор придумал мошенническую схему с завозом туда европейских переселенцев (преимущественно из его родной Шотландии); когда те прибыли и не обнаружили здесь обещанных благ, они разыскали короля мискито, который поведал им, что право на землю для МакГрегора давно отозвано, что никогда не давал тому титул «касика», что тот не имел права продавать землю или брать под неё залог —  следовательно, данные колонисты в настоящее время находятся на индейской территории нелегально и должны присягнуть на верность непосредственно ему. Он также согласился разрешить поселиться на своих землях чёрным карибам, или гарифунам, недовольным своей жизнью среди испанцев в Трухильо.
Он умер 9 марта 1824 года: либо его задушила жена, а тело выбросила в море, либо его убил «капитан Питер Ле Шоу».